# Cytherea turkestanica
Cytherea turkestanica är en tvåvingeart som beskrevs av Paramonov 1930. Cytherea turkestanica ingår i släktet Cytherea och familjen svävflugor. Inga underarter finns listade i Catalogue of Life.